# Eric Brown
Eric Brown (Bathgate, 10 februari 1925 - 6 maart 1986) was een Schots golfprofessional. Hij won het Schots Amateur Kampioenschap en als professional won hij onder meer drie toernooien op het Europese continent en zeven keer het Schotse PGA Kampioenschap.

## Amateur
Direct na de oorlog won hij op de Carnoustie Golf Club het Schots Amateur Kampioenschap door in de finale Rutherford met 3&2 te verslaan.

## Professional
Hoewel de huidige Europese PGA Tour nog niet bestond, speelden de pro's toch toernooien in het buitenland. Brown won het Zwitsers Open in Crans in 1951. Nadat hij ook nog in Italië en Portugal had gewonnen, concentreerde hij zich op de toernooien in Groot-Brittannië.
Ryder Cup
Brown speelde vier keer in het Britse team in de Ryder Cup. Hij won daarbij vier keer zijn singles, maar verloor vier keer de foursomes. Hij was non-playing captain in 1969 en 1971. In 1971 deden de Ieren voor het eerst mee.

### Individuele overwinningen
- 1951: Swiss Open
- 1952: Italian Open, Penfold Tournament
- 1953: Portuguese Open, Irish Open
- 1956: Scottish PGA Championship
- 1957: British Masters, Scottish PGA Championship
- 1958: Scottish PGA Championship, Yorkshire Evening News Tournament (tie met Harold Henning)
- 1960: News of the World Match Play, Scottish PGA Championship, Dunlop Tournament (tie met Ralph Moffitt)
- 1962: News of the World Match Play
- 1965: Scottish PGA Championship
- 1966: Scottish PGA Championship (tie met John Panton)
- 1968: Scottish PGA Championship

### Deelname Ryder Cup
- Ryder Cup: 1953, 1955, 1957 en 1959 en non-plying captain in 1969 en 1971